# Kościół św. Doroty w Cieksynie
Kościół pw. św. Doroty w Cieksynie – katolicki kościół położony jest w województwie mazowieckim, w powiecie nowodworskim, w gminie Nasielsk, w Cieksynie.

## Historia
O kościele w Cieksynie wzmiankuje się w 1423 r. Według informacji z 1449 r. uposażony był przez Falentę. Obecna, murowana świątynia wzniesiona była około 1569 r. przez warsztat Jana Baptysty Wenecjanina, z funduszów Jakuba Bielińskiego, sufragana płockiego i jego bratanków Jana Borukowskiego z sąsiedniego Borkowa, biskupa przemyskiego i Piotra, kanonika płockiego i opata benedyktynów w Płocku. Konsekracji świątyni dokonał w 1580 r. bp Jakub Bieliński. Równocześnie z kościołem ufundowano kaplicę św. Anny - była to fundacja Borukowskich i Lelewskich. W 1719 r. kościół był restaurowany kosztem Jana Borukowskiego. Gruntownemu remontowi poddany był w latach 1823, 1867-1879 oraz 1909-1911 według projektu architekta Stefana Szyllera. Uszkodzony w czasie II wojny światowej, restaurowany był w latach 1947-1948 oraz 1975-1976.

## Teraźniejszość
Ks. Tadeusz Kamiński zakupił 17-głosowe organy i wybudował plebanię; ks. Józef Janicki położył blachę ocynkowaną na części dachu kościoła oraz przeprowadził konserwację ołtarzy, ambony i chrzcielnicy. Ks. Adam Staniszewski odrestaurował ołtarz główny i zakupił dębowe ławki. Za duszpasterzowania ks. Józefa Szczecińskiego, została wykonana pozioma izolacja kościoła. Zaczęto również wymieniać więźbę dachową.

## Budowla
Kościół sklepiony charakterystyczną ornamentowaną kolebką, określaną jako tzw. "grupa pułtuska". Jest to budowla gotycko-renesansowa, orientowana, murowana z cegły, z prostokątną nawą i węższym prezbiterium. Ołtarz główny jest renesansowo-manierystyczny z około 1600 r., ołtarze boczne także manierystyczne. W 1952 r. polichromię wykonał S. Domurat.